# Histoire sans héros
Histoire sans héros est un album de bande dessinée de Jean Van Hamme (scénario) et Dany (dessin) paru en 1977.
Il a valu à Van Hamme le prix Saint-Michel du meilleur scénario réaliste en 1978.

## La genèse
Un jeune scénariste alors inconnu, Jean Van Hamme, propose cette histoire (inspirée d'un film des années 1960, Le Vol du Phénix)[réf. nécessaire] au Journal de Tintin, anticipant des séries américaines comme Lost ou les émissions de télé réalité trente ans avant leur apparition.
Cette histoire est mise en image par Dany qui expérimente un nouveau style dans lequel, il est vrai, l'on retrouve des traits communs avec la série Olivier Rameau  mais marqué surtout par davantage d'intensité, de précision et de réalisme. Ses intonations soulignent parfaitement le réalisme oppressant du scénario.
Au départ, l'histoire a été pensée comme un one shot  mais elle a été complétée a posteriori par un second tome, Vingt ans après, qui revient sur le destin des personnages vieillis de vingt ans, les dernières planches d’Histoire sans héros laissant la porte ouverte à plusieurs hypothèses.
Thriller d'aventures assez haletant, il est construit comme un huis clos et permet, malgré le peu d'informations livré sur chaque personnage, de cerner très vite leur psychologie.
Le premier tome est vite devenu culte dans l'histoire du neuvième art.

## Synopsis
L'action commence en plein milieu d'une jungle amazonienne hostile et impénétrable, après le crash du vol CORAIR CR 512 Brasilia-Panama. Les survivants comprennent vite qu'ils ne peuvent compter que sur eux-mêmes pour se sortir de ce mauvais pas et surtout que le danger vient aussi des survivants. Attendre les secours ou se lancer à leur recherche ? Coopérer entre survivants ou essayer de s'en sortir seul ? Que pourra-t-on faire après que les réserves de vivres seront finies d'ici une dizaine de jours ? Des questions que l'on se poserait aussi si l'on était confronté à une telle catastrophe...

## Personnages principaux
- James Gray : vedette de cinéma
- Robert "Bob" T.Willemsen, Tony S.Bornstein et Elmo W.Jones : hommes d'affaires américains
- Michaël G.Rafalowski : pianiste de renommée mondiale
- Tan Sek Toh : homme d'affaires de Singapour
- Laurent Draillac : fils d'un richissime industriel français, et sa nurse anglaise Miss Taylor
- Maria dos Santos Azar : ravissante professeur de mathématiques à Panama
- le général Larga : chef d’État-major du Coruguay, et son fidèle lieutenant Emilio Benitez
- José Jimenez et Elena Vasquez : personnel navigant de l'avion détruit ; ils sont fiancés
- Antonio Cabral : vétérinaire originaire du Coruguay comme Larga
- William D.Timmer : délégué des Nations unies au Coruguay
- M. et Mme Van der Meer : diamantaires anversois

## Épilogue
Un épilogue a été rajouté lors de la réédition de l'album en 1993 en prévision de la sortie du second tome, Vingt ans après, alors en préparation. Il est censé avoir été écrit par Largo Winch, héros de la série éponyme scénarisée par Jean Van Hamme et dessinée par Philippe Francq. Il aurait appris l'histoire de Tan Sek Toh lors d'un séjour à Singapour, et l'aurait ensuite répété à Van Hamme (à qui il aurait aussi raconté beaucoup de ses propres aventures, dont Van Hamme a tiré les albums de sa série). Largo ajoute qu'il a pris la tête du Groupe W il y a peu. Puisqu'il est fait référence à l'année 1993, l'action de l'épilogue se déroulerait (dans la réalité comme dans la fiction) cette année-là (comme l'action du premier album se déroulait en 1977 et l'action du second en 1997). On peut également noter que l'un des personnages, Laurent Draillac, apparaît dans le diptyque des tomes 19 et 20 de Largo Winch, Chassé-croisé / Vingt secondes. L'action du tome 19 dans lequel il apparait se déroulant en 2014, Laurent aurait 49 ans (puisqu'il est clairement dit qu'il a douze ans en 1977 et 32 ans en 1997, où il est alors marié et père de 2 enfants). Le personnage de Laurent, contrairement à Largo Winch et à la plupart des héros de BD, vieillit au fur et à mesure que le temps passe.

## Éditions
- Histoire sans héros, Le Lombard, 1977  (ISBN 2-205-01075-1).
- Histoire sans héros, collection « Histoires et Légendes », 1982  (ISBN 2-8036-0031-5).
- Histoire sans héros, collection « Histoires et Légendes », 1991  (ISBN 2-8036-0937-1).
- Histoire sans héros, collection « Signé », 1993  (ISBN 2-8036-1079-5).
- Histoire sans héros, collection « Signé », 2001  (ISBN 2-8036-1588-6).
- Histoire sans héros, collection « Signé », 2013  (ISBN 978-2-8036-3350-0).

Histoire sans héros a également été réuni en intégrale accompagné de sa suite Vingt Ans après :
- Histoire sans héros, Le Lombard, 1997  (ISBN 2-8036-1183-X).
- Histoire sans héros/Vingt Ans après : Édition définitive, Le Lombard, coll. « Signé », 2008  (ISBN 978-2-8036-2381-5).